# Pristurus insignoides
Pristurus insignoides är en ödleart som beskrevs av  Arnold 1986. Pristurus insignoides ingår i släktet Pristurus och familjen geckoödlor. IUCN kategoriserar arten globalt som livskraftig. Inga underarter finns listade i Catalogue of Life.